# Eliane Liekendael
Eliane Liekendael (Etterbeek, 12 december 1928 – Ukkel, 8 oktober 2018) was een Belgisch magistraat en vanaf 1996 procureur-generaal bij het Hof van Cassatie te Brussel. Ze concludeerde onder meer in de zaak-Dutroux en het Agustaschandaal.

## Carrière
Liekendael studeerde rechten aan de Université libre de Bruxelles en begon haar carrière bij het parket van Brussel waar ze in 1955 de jongste vrouwelijke substituut van België werd. Daar specialiseerde zij zich in familiezaken en nam ze de zaken in kort geding voor haar rekening. 
In 1960-61 was Liekendael lid van de Onderzoekscommissie Congo 1960, geleid door Pedro Delahaye, raadsheer bij het Hof van Cassatie. Binnen het onderzoek naar de mishandeling van gevluchte kolonialen behandelde Liekendael de subcommissie over vrouwelijke slachtoffers.
Na een intermezzo bij het parket-generaal van Bergen keerde Liekendael in 1978 terug naar Brussel en werd er advocaat-generaal bij het hof van beroep.
In 1996 werd ze procureur-generaal bij het Hof van Cassatie van Brussel. Zij was de eerste Belgische vrouw die in deze functie werd benoemd.
Zij werd bij het grote publiek bekend door het Spaghetti-arrest in de Zaak-Dutroux. Zij haalde Jean-Marc Connerotte van de zaak met de woorden:
"...maar ik kan niet anders dan de rechtsregels toepassen..."
In die periode leidde ze ook het opsporingsonderzoek naar de beschuldiging van pedoseksualiteit tegen de ministers Elio Di Rupo en Jean-Pierre Grafé. Hoewel gebaseerd op verklaringen van een fantast, die in november 1996 in de openbaarheid kwamen, weigerde Liekendael twee jaar lang de zaak zonder gevolg te klasseren. Nadat dit onder haar opvolger dan toch gebeurde, diende Di Rupo klacht in tegen Liekendael, doch zonder gevolg.
De magistrate boog zich voorts over het Agustaschandaal, eveneens omdat er ministers in functie bij betrokken waren. In de omkoopzaak rond Italiaanse legerhelikopters vroeg en verkreeg ze de opheffing van de onschendbaarheid van Guy Spitaels (PS). Als aanklager bekwam ze in 1998 voor het Hof van Cassatie de veroordeling van Spitaels, Guy Coëme, Willy Claes en Serge Dassault wegens passieve corruptie.
Op 26 november 1998 publiceerde het staatsblad dat ze bij Koninklijk Besluit bevorderd werd tot grootlint in de Leopoldsorde. Op 12 december 1998 ging Eliane Liekendael met emeritaat.

## Symbool
In de pers werd ze als "wereldvreemd" afgeschilderd en kreeg in zekere mate de publieke opinie tegen zich. In sommige media werd ze als een symbool gezien voor alle fouten in het Belgische gerecht.

## Privé
Liekendael bleef ongehuwd. Ze verbleef, tijdens haar emeritaat, aan de Belgische kust, waar ze een teruggetrokken leven leidde.